# Oxana Alexandrowna Domnina
Oxana Alexandrowna Domnina (russisch Оксана Александровна Домнина, * 17. August 1984 in Kirow, Sowjetunion) ist eine ehemalige russische Eiskunstläuferin, die im Eistanz startete.

## Leben
Domnina wurde als Tochter von Nadeschda Arkadjewa und Alexander Arkadjewitsch Domnin in Kirow geboren. Sie hat eine ältere Schwester namens Tatjana Alexandrowna.
Domnina begann im Alter von sechs Jahren mit dem Eiskunstlaufen, bereits zwei Jahre später wechselte sie zum Eistanzen. Ihr erster Partner war Iwan Lobanow. Sie verließ im Alter von 15 Jahren ihre Heimatstadt Kirow um in Odinzowo bei Alexei Gorschkow zu trainieren, dort trainierte sie zunächst mit Maxim Bolotin. Mit ihm wurde sie Siebte bei den Juniorenweltmeisterschaften 2002.
Im Frühling 2002 machte sie ein Probetraining mit Maxim Schabalin. Aus diesem Probetraining wurde mehr und das Paar startete fortan gemeinsam. Bereits in ihrer ersten gemeinsamen Saison wurden sie Juniorenweltmeister. Ebenso konnten sie sich durch ihren dritten Platz bei den russischen Meisterschaften für die Welt- und Europameisterschaften qualifizieren.
2005 wurden sie in Abwesenheit der amtierenden Welt- und Europameister Tatjana Nawka und Roman Kostomarow erstmals russische Meister im Eistanzen werden. Auch bei den internationalen Wettkämpfen konnten sie sich stetig verbessern. Im darauffolgenden Jahr wurden sie wieder Zweite bei den russischen Meisterschaften hinter Nawka/Kostomarow. Bei den Olympischen Spielen in Turin konnten sie den achten Rang belegen.

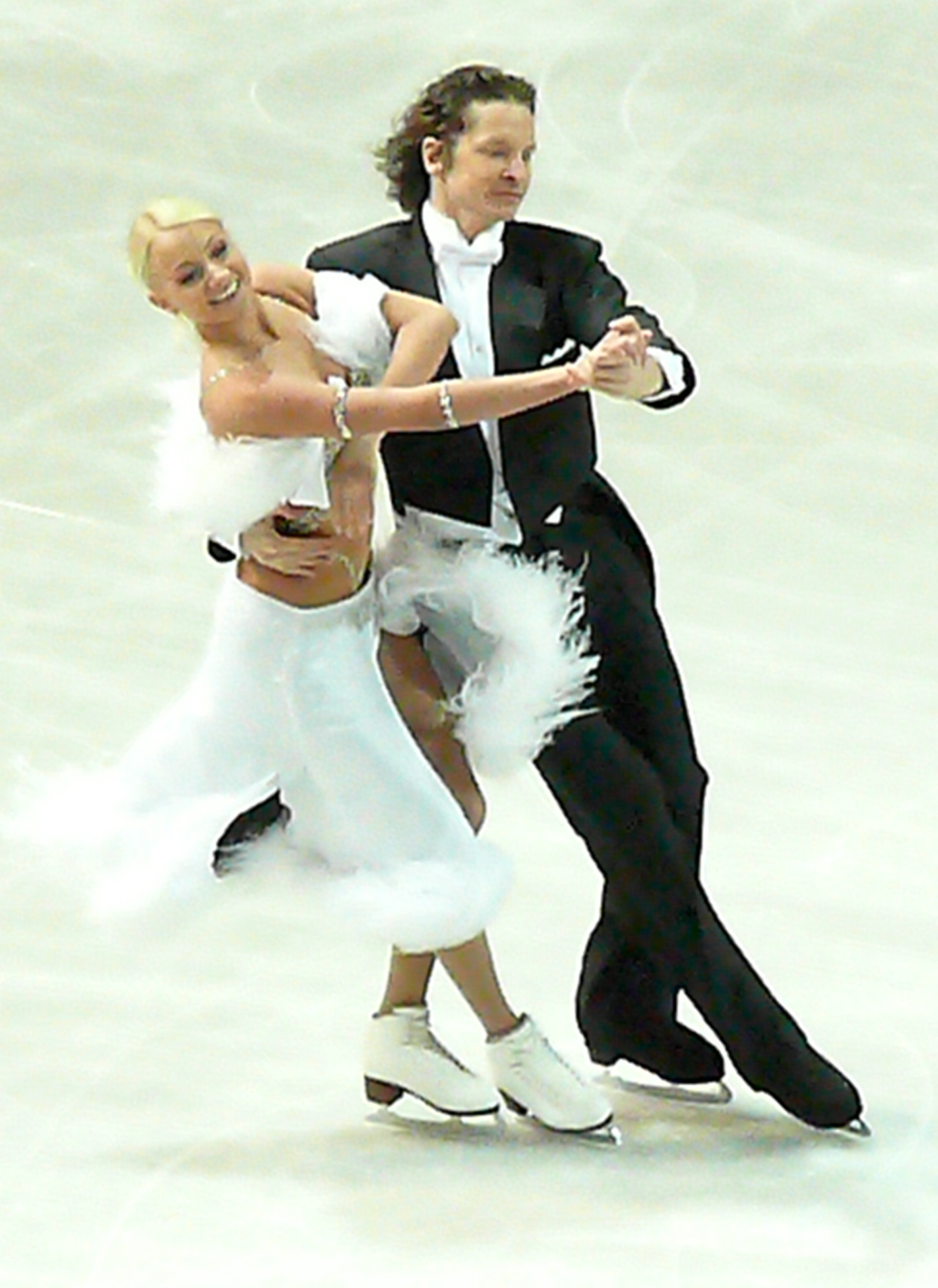
Oxana Domnina und Maxim Schabalin beim Pflichttanz der Europameisterschaften 2007 in Warschau

2007 errangen Domnina/Schabalin erstmals eine Medaille bei Europameisterschaften, als sie hinter Isabelle Delobel und Olivier Schoenfelder den zweiten Rang belegten. In diesem Jahr wurden sie wiederum auch russische Meister. In derselben Saison konnten sie auch erstmals den ersten Platz bei einem Grand Prix (Cup of China) erlangen.
In der Saison 2007/08 gewannen sie sowohl den Cup of Russia, als auch das Grand-Prix-Finale. An den russischen Meisterschaften konnten sie jedoch aufgrund einer Verletzung Schabalins nicht teilnehmen, werden aber trotzdem vom russischen Verband für die Europa- und Weltmeisterschaften als Teilnehmer vorgesehen. Bei den Europameisterschaften belegten Domnina und Schabalin sowohl nach dem Pflichttanz, als auch nach dem Originaltanz den zweiten Platz. Mit einer überragenden Kür konnten sie allerdings die vor ihnen liegenden Franzosen Delobel / Schoenfelder noch abfangen und wurde das erste Mal in ihrer Karriere Europameister. Die anschließenden Weltmeisterschaften musste das Paar aufgrund eines Wiedererstarkens der Verletzung Schabalins absagen.
Domnina / Schabalin starten für die Ice Skating School Odinzowo. Das Paar trainierte lange Zeit bei Alexei Gorschkow in Domninas Heimatstadt Odinzowo, Oblast Moskau. Wechselte aber nach der Saison 2007/08 ihre Trainer und trainieren nun bei den ehemaligen Olympiasiegern Natalja Linitschuk und Gennadi Karponossow in den USA.
In der Saison 2008/09 gewannen Domnina / Schabalin den Cup of China und belegten den zweiten Rang beim Cup of Russia. Beim Grand Prix Finale wurden sie Zweite hinter Delobel / Schoenfelder. Die russischen Meisterschaften musste das Paar abermals absagen. Nach einem Sturz Maxim Schabalins im Pflichttanz der Europameisterschaft beendet das Paar den Wettkampf aufgrund einer erneuten Verletzung an Schabalins Knie. Bei den anschließenden Weltmeisterschaften gewannen sie die Goldmedaille.
Im darauffolgenden Jahr gewannen Domnina / Schabalin erneut die Europameisterschaft, ehe sie bei den olympischen Spielen in Vancouver die Bronzemedaille erringen konnten. Nach diesem Erfolg traten sie vom Amateursport zurück.
Gemeinsam mit ihrem Lebensgefährten, dem Eistanzolympiasieger Roman Kostomarow, hat Domnina eine Tochter (* 2. Januar 2011). Neben ihrer Eistanzkarriere studiert sie Psychologie.

## Ergebnisse

### Eistanz
(mit Maxim Schabalin)
| Wettbewerb/Jahr                | 2003  | 2004  | 2005  | 2006  | 2007  | 2008  | 2009  | 2010  |
| ------------------------------ | ----- | ----- | ----- | ----- | ----- | ----- | ----- | ----- |
| Olympische Winterspiele        |       |       |       | 9.    |       |       |       | 3.    |
| Weltmeisterschaften            | 15.   | 10.   | 8.    | 7.    | 5.    |       | 1.    |       |
| Europameisterschaften          | 12.   | 7.    | 6.    | 6.    | 2.    | 1.    | Z     | 1.    |
| Juniorenweltmeisterschaften    | 1.    |       |       |       |       |       |       |       |
| Russische Meisterschaften      | 3.    | 2.    | 1.    | 2.    | 1.    |       |       | 1.    |
| –                              |       |       |       |       |       |       |       |       |
| Grand-Prix-Wettbewerb / Saison | 02/03 | 03/04 | 04/05 | 05/06 | 06/07 | 07/08 | 08/09 | 09/10 |
| Grand-Prix-Finale              |       |       |       | 5.    | 3.    | 1.    | 2.    |       |
| Skate America                  |       |       |       | 3.    |       |       |       |       |
| Skate Canada                   |       | 6.    |       |       |       |       |       |       |
| Cup of Russia                  |       | 6.    | 4.    | 3.    | 2.    | 1.    | 2.    |       |
| Cup of China                   |       |       | 4.    |       | 1.    | 2.    | 1.    |       |

- Z = Zurückgezogen